# Galle Face Green

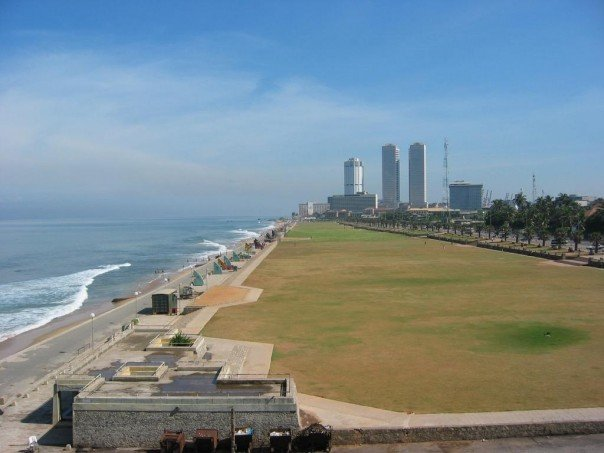
Das Galle Face Green, im Hintergrund das World Trade Center Colombo

Das Galle Face Green ist ein etwa 500 m langer Grünstreifen mit Strand-Promenade in Colombo, der De-facto-Hauptstadt Sri Lankas am Indischen Ozean.
Der fünf Hektar große Rasen zwischen der Galle Road und dem Strand inmitten des Finanz- und Geschäftszentrums Colombos bildet die größte Freifläche der Stadt. Das Freizeitareal wird von Geschäftsleuten ebenso genutzt wie von Familien oder Kitesurfern. Neben einem anderen Luxushotel befindet sich hier das seit 1864 bestehende bekannte Galle Face Hotel. Der Park war auch ein zentraler Schauplatz der Proteste in Sri Lanka im Jahr 2022.